# 名古屋港車站 (名古屋市營地下鐵)
名古屋港站（日语：／ Nagoyakō eki */?）是位於愛知縣名古屋市港區入船一丁目，為名古屋市營地下鐵名港線之車站。車站編號為E07。

## 車站結構
本站為1面2線島式月台之地下車站。

### 月台配置
| 月台 | 路線           | 目的地               |
| ---- | -------------- | -------------------- |
| 1、2 | 名港線、名城線 | 金山、榮、大曾根方向 |

## 歷史
- 1971年（昭和46年）3月29日 - 以名古屋市營地下鐵2號線名城線之一站開始營運。
- 2002年 - 入選中部車站百選（第四回）。
- 2004年（平成16年）10月6日 - 伴隨4號線之由名古屋大學站往新瑞橋站間開始營運後，改稱為名港線。

## 相鄰車站
名古屋市營地下鐵
 名港線
名古屋港（E07）－築地口（E06）

## 外部連結
- 名古屋港 - 名古屋市交通局